# Banco Central de São Tomé e Príncipe
O Banco Central de São Tomé e Príncipe (BCSTP) é o banco central da república africana de São Tomé e Príncipe. Como o banco central, ela é responsável pela emissão da moeda local, a Dobra. Localiza-se na área central da Praça da Independência na capital São Tomé. O actual governador do banco, desde 2019, é Américo Barros, que sucedeu a Hélio Silva Almeida.

## História
Achadas na segunda metade do século XV, as ilhas que vieram a formar São Tomé e Príncipe não tiveram uma história económica satisfatória no início de sua história, onde sua economia se resumia à plantação da cana-de-açúcar e comércio de escravos.
Em finais do século XVIII, Portugal tenta dinamizar a economia local, com o Banco do Brasil tornando-se o banco emissor para São Tomé e Príncipe.
Na segunda metade do século XIX, o Banco Nacional Ultramarino, com sede em Lisboa, se instalou em São Tomé e passou a servir de banco emissor e também de banco da Província e banqueiro dos bancos.
Após a Revolução dos Cravos, e a independência de São Tomé e Príncipe em relação a Portugal, criou-se o Banco Nacional de São Tomé e Príncipe, que substituiu o Banco Nacional Ultramarino em suas funções. O Banco Nacional através do Decreto 56/75 do Governo Provisório e instituído plenamente em 3 de setembro de 1976 aquando do Decreto-Lei n.º 41/76, que lhe conferiu as funções de banco central, comercial e de desenvolvimento.
Com a reestruturação funcional da economia nacional, o Banco Central se desvinculou do Banco Nacional, que possuía vertente comercial e de desenvolvimento e passou a ser o banco emissor, banqueiro do Estado e supervisor das instituições financeiras nacionais, além de garantir a estabilidade interna e externa da moeda nacional.
O Decreto Lei nº 8/92, é a Lei Orgânica do BCSTP, sendo a Lei nº 9/92 (lei das instituições financeiras) e a Lei nº 32/99 (lei Cambial) leis que dão suporte legal ao BCSTP para que exerça plenamente as suas atribuições.

## Governadores
Desde a reforma, ocorrida em 24 de Agosto de 1992, o Banco teve 7 governadores centrais:
- 1992–1994 – Adelino Castelo David
- 1995–1999 – Carlos Quaresma Batista de Sousa
- 1999–2006 – Maria do Carmo Silveira
- 2006–2008 – Arlindo Afonso Carvalho
- 2009–2011 – Luis Fernando Moreira de Sousa
- 2011–2016 – Maria do Carmo Silveira
- 2016–2019 – Hélio Silva Almeida
- 2019-0000 – Américo Barros